# Os de Civís
Os de Civís, también llamado Aós de Civís, es una entidad municipal descentralizada del municipio de Valles del Valira (comarca del Alto Urgel, Cataluña, España), que a la vez es el núcleo más habitado del municipio. Contaba con 74 habitantes en 2019. El pueblo conserva las casas medievales, aunque actualmente se han construido muchas segundas residencias.

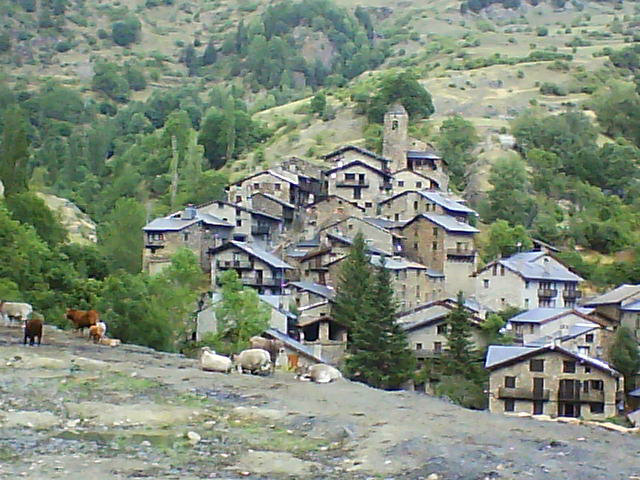
Vista de la población.

La localidad es un ejemplo de periclave. Solo se puede acceder a Os de Civís por carretera desde un país extranjero, Andorra, más concretamente por la parroquia de San Julián de Loria. La comunicación directa con el resto del municipio de las Valles del Valira, que se encuentra en la vertiente catalana del río Valira, es a través del coll de Conflent, de 2150 m de altitud.

## Geografía
Os de Civís está situado en el valle de Aós, que es parte de la Coma de Setúria, formada por la cuenca hidrográfica del Río d'Os de Civís, tributario de la Valira. Geográficamente el valle de Aós está en la vertiente andorrana, pero administrativamente siempre ha formado parte de España y sus límites no se han disputado.

## Historia
Pertenecía al vizcondado de Castellbò. En los años 1980, al verse incomunicados a raíz de las fuertes riadas de 1982, sin teléfono, los vecinos del pueblo constituyeron la Asociación de Amigos de Aós de Civís, de la que una parte son barceloneses amantes del pueblo y de su entorno. Esto ha permitido la restauración de muchas casas del pueblo, a la vez que ha servido también para conseguir alguna subvención para restaurar la iglesia románica de Aós, consagrada a San Pedro, que se encontraba en un estado ruinoso años atrás.
Hasta el año 1970 Os de Civís formaba parte del municipio de Civís. A partir de entonces entró a formar parte del municipio de Les Valls de Valira como Entidad Municipal Descentralizada.

## Dependencia de Andorra
La dependencia de Andorra es casi total, con la excepción del suministro eléctrico, realizado por la compañía urgelense PEUSA, después de los aguaceros de 1982.
Cabe decir, también, que los servicios básicos son proporcionados por el común de San Julián de Loria. Tal es el caso de la recogida de basura, la limpieza de la carretera cuando nieva, y otros servicios.

## Evolución demográfica
| 98                         | 100 | 100 | 93 | 113 | 123 | 131 | 133 | 158 |
| (Fuente: [cita requerida]) |     |     |    |     |     |     |     |     |

- Datos: Q2526180
- Multimedia: Os de Civís / Q2526180